# Hesenské lankrabství
Hesenské lankrabství nebo lankrabství Hesensko (německy Landgrafschaft Hessen) byl stát, který existoval od roku 1264 do 1567 na území dnešního Hesenska. Patřilo ke Svaté říši římské a vládla mu dynastie Hesenských.

## Historie
Hesenské lankrabství vzniklo roku 1264, kdy se oddělilo od Durynského lankrabství, během války o durynské dědictví. Prvním lankrabětem se stal Jindřich I. Hesenský, někdy nazývaný Jindřich Dítě, který se stal také zakladatelem rodu Hesenských. Jeho otcem byl brabantský vévoda Jindřich II. a matkou byla Sofie Durynská.
Přibližně mezi lety 1458–1500 bylo rozděleno na Horní a Dolní Hesensko.

Znak hesenských lankrabat

Za vlády lankraběte Filipa I. nazývaného Šlechetný bylo přijato protestantství v roce 1524. Po smrti lankraběte Filipa I. v roce 1567 byla země rozdělena mezi jeho syny.
- lankrabství Hesensko-Kaselsko (Hesensko-Caselsko) 1567–1806, později kurfiřtství, 1813–66, potom anektováno Pruskem, získal ho nejstarší Vilém IV.
- lankrabství Hesensko-Marburg 1567–1650, připojeno k lankrabstvím Hesensko-Kaselsko a Hesensko-Darmstadtsko, získal ho Ludvík IV.
- lankrabství Hesensko-Rýnská léna (1567–1583, připojeno k lankrabství Hesensko-Kaselskému): Filip II. Hesenský
- lankrabství Hesensko-Darmstadtsko (1567–1806, později dědičné velkovévodství 1806–1918, poté součást Výmarské republiky): Jiří I. Hesenský

Hesensko bylo opětovně spojeno až roku 1946, kdy byla vytvořena moderní spolková země Velké Hesensko, záhy přejmenovaná na Hesensko.